# 국중록
국중록 (1977년 2월 7일 ~ )는 대한민국의 만화가이다. 대표 작품으로는 《츄리닝》, 《꽃가족》, 《우당탕탕 따식이》, 《워킹히어로》, 《첩보의 별》《갓핑크》이 있다.

## 개요
이현세, 이두호의 지옥캠프를 거쳐, 이상신과 함께 '스포츠투데이'의 웹툰 《츄리닝》으로 2003년 데뷔하였다. 이후로 네이버 웹툰에 이상신과 함께 《꽃가족》, 《워킹히어로》, 《첩보의 별》을, 박병규와 함께 《장미아파트 공경비》를 연재한다. 《꽃가족》의 100화, 200화 특집으로 그린 특별만화 《우당탕탕 따식이》를 이상신과 함께 피키툰에 66화까지 연재하기도 했다.